# Телефонный жетон
Телефонные жетоны или «таксофонные жетоны» (англ. telephone token) — жетоны, одно время широко использовавшиеся для телефонных звонков с таксофонов вместо обычных монет. Они также иногда использовались как средство обмена и как предмет коллекционирования. Телефонные жетоны одно время широко использовались в Европе, Израиле, Японии и Южной Америке, но с тех пор их в значительной степени вытеснили телефонные карты и кредитные карты.
Телефонные жетоны выпускались в периоды инфляции, чтобы избежать частого изменения слотов для монет в таксофонах.

## История
Телефонные жетоны появились в Чикаго в США, где общественные телефоны-автоматы принимали только жетоны. Жетоны использовались в США до 1944 года, когда они были упразднены, а большая часть жетонов была переплавлена для изготовления оружейных патронов. Самый первый известный телефонный жетон датируется 1885 годом, он был изготовлен для телефонной компании PAN в Сент-Луисе (штат Миссури). Иногда вместо опускания в таксофон телефонные жетоны отдавались служащему или опускались в монетоприёмник для получения доступа в телефонную будку.
Практика использования телефонных жетонов и изменения их стоимости в зависимости от текущего тарифа на телефонные звонки со временем стала стандартной мировой практикой. Это было особенно удобно в европейских странах, где валюта менялась при пересечении национальных границ, но жетоны всё еще можно было использовать. В некоторых ресторанах также было принято иметь собственные жетоны, чтобы исключить использование в данном заведении жетонов, приобретённых в другом месте.
В некоторых странах, таких как Италия, телефонные жетоны даже неофициально использовались в качестве эквивалентов денег.
Хотя большинство телефонных жетонов имеют круглую форму, у некоторых из них форма иная.